# フェリックス・ホフマン (薬学者)
フェリックス・ホフマン（Felix Hoffmann、1868年1月21日 - 1946年2月8日）は、ドイツの化学者。バイエルによって「ヘロイン」の名前で有名になったジアモルヒネを再合成した（23年前にこれを合成したC.R. Alder Wrightとは独立に）ことで有名。アスピリンを合成したことでも知られているが、彼が自身のイニシアティブでこれを行ったかArthur Eichengrünの指示の下で行ったかどうかについては争いがある。

## 経歴
1868年1月21日にドイツ、ルートヴィヒスブルクで実業家の息子に生まれる。1889年、薬学を勉強するためにルートヴィヒ・マクシミリアン大学ミュンヘンで化学の勉強を始め、1890年の薬学の試験でそれを終わりにした。1891年にミュンヘン大学を優秀な成績で卒業した。2年後、「ジヒドロアントラセンの特定の誘導体について」という題の論文を完成させ、博士号を取得した。これも優等であった。1894年、バイエルに研究化学者として入社した。
1897年8月10日、バイエルでArthur Eichengrünの下で働いていたときにアセチルサリチル酸(ASA)を合成した。サリチル酸と酢酸を組み合わせることで化学的に純粋で安定した形のASAを作り出すことに成功した。これらの結果の検証を担当した薬理学者は最初は懐疑的であったが、物質の有効性と許容性を調査するためのいくつかの大規模な研究が完了すると、それが鎮痛、解熱、抗炎症物質であることがわかった。その後同社は、この有望な有効成分を医薬品として供給することを容易にする費用効果の高い製造過程の開発に取り組んだ。1899年に最初はガラス瓶で供給された粉末として、「アスピリン」という商品名で初めて販売された。
また、Charles Romley Alder Wrightにより以前に行われたジアモルヒネ（ヘロイン）を合成した。
アスピリンの合成後、ホフマンは製薬マーケティング部門に移り、1928年に引退するまでそこに所属した。彼はアスピリンに対する完全な委任を与えられた。
結婚を1度もしたことがなく、1946年2月8日にスイスで死去した。子どもはいない。

## アスピリンの発明についての論争
ホフマンは1934年に出版されたドイツの百科事典の脚注で、（合成者だけではなく）アスピリンの「発明者」であると最初に主張し、父が当時リウマチを治療するのに使用できた唯一の薬であったサリチル酸ナトリウムの苦みについて不平をもらしていたと述べた。関節炎の治療に使用されたサリチル酸ナトリウムの大量投与（6-8グラム）は、通常胃の内壁を刺激し、患者に少なからぬ痛みと刺激を引き起こした。彼は、より酸性の弱い構造を探し、そのことが他のサリチル酸塩の治療特性を持つが、胃の炎症を引き起こすと考えていた強い酸性度は有していないアセチルサリチル酸の合成に導いた。
代わりにアスピリンの開発について栄誉を受けるべき人の情報も提供された。1949年、元バイエルの従業員Arthur Eichengrünは、いくつかの関連する化合物の合成とともにアスピリンの計画及びホフマンによる合成を指示したことを主張する書類を発表した。彼はまたアスピリンの最初の秘密の臨床試験を担当したと主張した。最終的に、ホフマンの役割はEichengrünの過程を使用した最初の実験室での合成に限られておりそれ以上のものはないと彼は主張した。
グラスゴーのストラスクライド大学の薬学部のWalter Sneaderが事件を再調査し、実際にEichengrünの説明は説得力があり正しいものであり、Eichengrünはアスピリンを発明したと栄誉が与えられるにふさわしいと結論付ける1999年まで、Eichengrünの主張は無視された。バイエルはプレスリリースにおいてこのことを否定し、アスピリンの発明はホフマンによるものであると主張した。

## 栄誉
2002年、全米発明家殿堂に入った。